# 艾米·舒默
艾米·貝絲·舒默（英語：Amy Beth Schumer，1981年6月1日—）是一位美國女演員、獨角喜劇演員、編劇、製片人和導演。知名於主演喜劇小品電視節目《艾米·舒默的內心世界》，自2013年開播以來，她為此贏得了皮博迪獎和提名五次艾美獎。此外，舒默還在NBC的電視選秀節目《真人秀喜劇之王》（2007年）第五季中參賽，並於當中名列第四位。2012年，出演了8集的Adult Swim電視劇《別處安身》。
舒默的父親是猶太人。国会参议员查克·舒默是她的堂叔。她首部主演（兼编剧）的電影《姐姐愛最大》於2015年上映，獲得了很好的票房和評價，并得到第73届金球奖音乐喜剧类最佳女主角提名。

## 争议

### 第94届奥斯卡金像奖动画玩笑事件
第94届奥斯卡金像奖的颁奖典礼上，艾米·舒默、雷吉娜·霍尔、旺达·塞克丝擔綱該屆颁奖典礼主持人。輪至該屆最佳動畫片獎頒獎時，三位在迪士尼真人電影中扮演公主、負責頒發該獎項的演員：《仙履奇緣》的莉莉·詹姆斯、《阿拉丁》的娜歐蜜·史考特和《小美人魚》的海莉·貝莉在开场白中，她们表示动画片对“看过一遍又一遍”的孩子来说是“走过场”，其中斯科特还补充说：“我都觉得有些家长明白我们说什么。”，连作为主持人的艾米亦称：“我唯一看过的动画只有《魔法满屋》，因为我的孩子。”。相关言论被动画产业人士严厉批评，认为是在延续动画电影仅限儿童观看的观点，而没看到行业自疫情以来持续不断为好莱坞贡献内容及收入。更具真争议的是，提名作品主要面向儿童的最佳动画短片奖未在电视转播中颁发。相关言论在动画产业从业者掀起“动画产业新政”（NewDeal4Animation）运动，要求取得和真人电影业者同等报酬、同等待遇和同等认可的背景下出现，学院做法被指是在蔑视动画、抹杀从业者的诉求。提名作品《智能大反攻》的制片人菲爾·洛德在推特反讽道：“把动画定义为孩子看、大人忍受的东西，简直是太酷了。”随后，影片官方社交媒体发表“动画是电影”（Animation IS cinema）的图片应和。

## 作品列表

### 電影
| 年份 | 標題             | 角色            | 附註   |
| ---- | ---------------- | --------------- | ------ |
| 2006 | Sense Memory     |                 | 短片   |
| 2012 | 伴我夢遊         | Amy             | 未掛名 |
| 2012 | 生活的代價       | Lila            |        |
| 2012 | 末日倒數怎麼伴？ | Lacey/女性#1    |        |
| 2015 | 姐姐愛最大       | Amy Townsend    | 兼編劇 |
| 2017 | 搶救千金         | Emily Middleton | 兼編劇 |
| 2017 | 感謝您為國效力   | Amanda Doster   |        |
| 2018 | 姐就是美         | Renee Bennett   |        |
| 2021 | 人類             | Aimee           |        |
| 2022 | 哥兒們           | 愛蓮娜·羅斯福   |        |

### 電視
| 年份      | 標題                            | 角色             | 附註                                        |
| --------- | ------------------------------- | ---------------- | ------------------------------------------- |
| 2007      | 高譚生活                        | 她自己           | 單集：「2.6」                               |
| 2007      | 真人秀喜劇之王                  | 她自己           | 7集                                         |
| 2008      | 現實反撲                        | 她自己           | 7集                                         |
| 2009      | 愛神在人間                      | Heather          | 單集：「The Tommy Brown Affair」            |
| 2009      | 超級製作人                      | 造型師           | 單集：「Mamma Mia」                         |
| 2010      | 約翰·奧利佛之紐約秀             | 她自己           | 單集：「1.4」                               |
| 2010      | 喜劇中心小品集錦                | 她自己           | 單集：「14.14」                             |
| 2011      | 人生如戲                        | 隊友#2           | 單集：「Mister Softee」                     |
| 2011      | 喜劇中心查理·辛吐槽大會         | 在炙烤的人       | 電視特別節目                                |
| 2012      | 別處安身                        | Trish            | 8集                                         |
| 2012      | 路易不容易                      | Diane            | 配音；單集：「Barney/Never」                |
| 2012      | 喜劇中心羅西妮·巴爾吐槽大會     | 在炙烤的人       | 電視特別節目                                |
| 2012      | Amy Schumer: Mostly Sex Stuff   | 她自己           |                                             |
| 2012      | 古董A片回顧                     | 她自己           | 單集：「2.3」                               |
| 2013–2014 | 女孩我最大                      | Angie            | 2集                                         |
| 2013–2016 | 艾米·舒默的內心世界             | 她自己，各種角色 | 兼創作者、編劇、執行製片人和導演            |
| 2015      | 2015年MTV電影大獎               | 她自己（主持人） | 電視特別節目                                |
| 2015      | 馬男波傑克                      | Irving Jannings  | 配音；單集：「Chickens」                    |
| 2015      | 週六夜現場                      | 她自己（主持人） | 單集：「Amy Schumer/The Weeknd」            |
| 2015      | 艾米·舒默：阿波羅劇院脫口秀     | 她自己           | 電視特別節目                                |
| 2016      | 辛普森家庭                      | Mrs. Burns       | 配音；單集：「Monty Burns' Fleeing Circus」 |
| 2016      | 蓋酷家庭                        | 工廠工作人員     | 配音；單集：「The Boys in the Band」        |
| 2016      | 开心汉堡店                      | 年輕女子         | 配音；單集：「Flu-ouise」                   |
| 2017      | 艾米·舒默皮革特輯               | 她自己           | 電視特別節目                                |
| 2017      | 家庭問答                        | 她自己           |                                             |
| 2018      | 週六夜現場                      | 她自己（主持人） | 單集：「Amy Schumer/Kacey Musgraves」       |
| 2019      | 艾米·舒默：长大当妈             | 她自己           | 電視特別節目                                |
| 2020      | 艾米·舒默学做菜                 | 她自己           | 8集                                         |
| 2020      | Class of 2020: In This Together | 她自己           | 電視特別節目                                |
| 2020      | 待产的艾米                      | 她自己           | 3集                                         |

## 外部連結
- 官方网站
- 艾米·舒默的X（前Twitter）
- 艾米·舒默在互联网电影资料库（IMDb）上的資料（英文）